# Rhaphium sichotense
Rhaphium sichotense är en tvåvingeart som beskrevs av Negrobov 1979. Rhaphium sichotense ingår i släktet Rhaphium och familjen styltflugor. Inga underarter finns listade i Catalogue of Life.